# 显赫牛蚁
显赫牛蚁（学名：Myrmecia nobilis）是牛蚁属，由John S. Clark于 1943 年描述。显赫牛蚁原产于澳大利亚，仅在维多利亚州，特别是墨尔本大都会区发现。 
显赫牛蚁看起来像M. froggatti和M. maura ，并且与它们关系密切，但它们都是不同的物种。显赫牛蚁体长约 10 至 14 毫米。其上颚呈黄红色，中胸背板、背板和节呈红色。  